# Brasiliens Grand Prix 1999
Brasiliens Grand Prix 1999 var det andra av 16 lopp ingående i formel 1-VM 1999.

## Resultat
1. Mika Häkkinen, McLaren-Mercedes, 10 poäng
2. Michael Schumacher, Ferrari, 6
3. Heinz-Harald Frentzen, Jordan-Mugen Honda, 4
4. Ralf Schumacher, Williams-Supertec, 3
5. Eddie Irvine, Ferrari, 2
6. Olivier Panis, Prost-Peugeot, 1
7. Alexander Wurz, Benetton-Playlife
8. Toranosuke Takagi, Arrows
9. Marc Gené, Minardi-Ford

### Förare som bröt loppet
- Pedro de la Rosa, Arrows (varv 52, hydraulik)
- Jacques Villeneuve, BAR-Supertec (49, hydraulik)
- Alessandro Zanardi, Williams-Supertec (43, växellåda)
- Rubens Barrichello, Stewart-Ford (42, motor)
- Pedro Diniz, Sauber-Petronas (42, kollision)
- Giancarlo Fisichella, Benetton-Playlife (38, koppling)
- Stephane Sarrazin, Minardi-Ford (31, snurrade av)
- Jean Alesi, Sauber-Petronas (27, växellåda)
- David Coulthard, McLaren-Mercedes (22, växellåda)
- Jarno Trulli, Prost-Peugeot (21, växellåda)
- Johnny Herbert, Stewart-Ford (15, hydraulik)
- Damon Hill, Jordan-Mugen Honda (10, kollision)

### Förare som ej kvalificerade sig
- Ricardo Zonta, BAR-Supertec (olycka)